# Bowman Gray Stadium
Das Bowman Gray Stadium ist eine Motorsport-Rennstrecke und Football-Stadium in North Carolina in den Vereinigten Staaten. Die Strecke gehört zu den bekanntesten der Stockcar-Rennen und beherbergt wöchentlich Rennen der NASCAR. Das Stadium dient als Heimstätte des Football-Teams der Winston-Salem State University.

## Geschichte

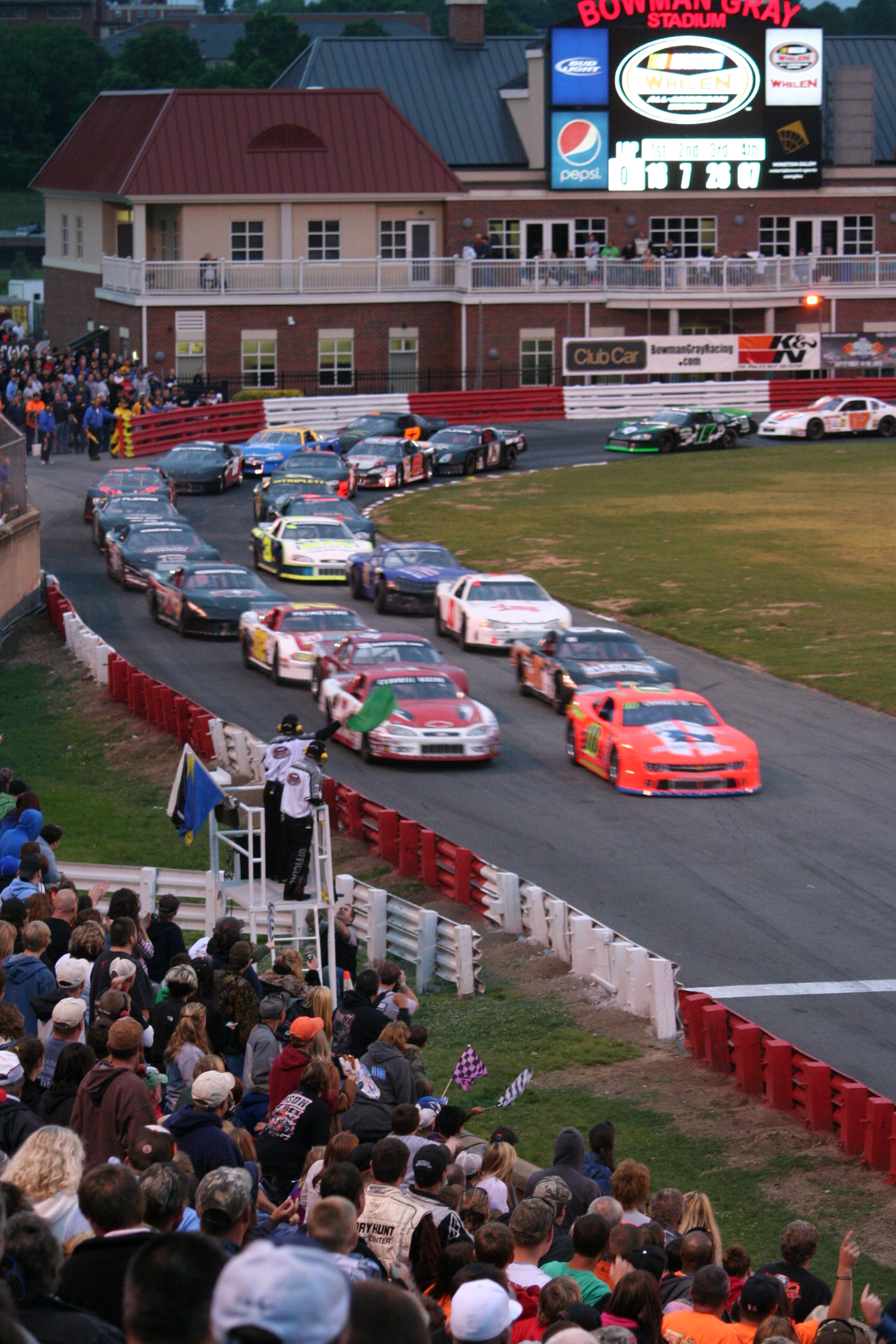
Rennstart im Jahr 2011

Ursprünglich wurde nur das Stadium als Austragungsstätte für Football-Spiele geplant. Gebaut wurde es im Jahr 1937 um Arbeitsplätze in der Great Depression zu schaffen. Das notwendige Geld kam teilweise aus Spenden, zum Beispiel seitens der Witwe des ehemaligen Präsidenten der R. J. Reynolds Tobacco Company.
1947 wurde die Strecke ausgelegt und dank einer Vereinbarung mit einem Promoter finanziert. Die ersten Automobilrennen wurden im gleichen Jahr veranstaltet, doch nachdem der Promoter der Strecke die Stadt verließ, ohne seine Rechnungen zu zahlen, drohte die Schließung. NASCAR-Gründer Bill France Sr. konnte dies jedoch verhindern.
1948 richtete die NASCAR zum ersten Mal ein Rennen dort aus, gewonnen wurde es von Fonty Flock. Von 1958 bis 1971 wurden Rennen der höchsten Rennserie der NASCAR dort ausgetragen, Rex White wurde mit sechs Siegen Rekordsieger. Zu den anderen bekannten Rennsiegern zählen David Pearson, Junior Johnson, Bobby Allison oder Glen Wood. NASCAR-Legende Richard Petty holte sich auf dem Kurs seinen 100. NASCAR-Sieg.
Zeitweise fuhren zwischen 1970 und 1971 auch Motorräder auf einem temporären Dirt-Track dort Rennen. Auch die ARCA Menards Series East, die Xfinity Series und die NASCAR Whelen Southern Modified Tour trugen Rennen im Stadium aus.
2018 wurde bekanntgegeben, dass die Strecke mit einem Budget von 9 Millionen Dollar renoviert werden würde.
Aktuell ist die Strecke vor allem für die wöchentlichen Rennen der NASCAR Advance Auto Parts Weekly Series bekannt, 2024 übernahm die NASCAR komplett den Rennbetrieb. Neben den Rennen der NASCAR gibt es auch weitere Veranstaltungen, zum Beispiel Monstertrucks. Mit der Übernahme der NASCAR wurde 2024 auch bekannt, dass das Show-Rennen vor dem Daytona 500 im Jahr 2025 im Bowman Gray Stadium stattfinden soll. Das am 2. Februar ausgetragene Rennen gewann Chase Elliott.

## Football-Stadium
Das Football-Team der Wake Forest University trug bis zur Eröffnung des Allegacy Federal Credit Union Stadium seine Heimspiele im Bowman Stadium. Bekannte Spieler wie Brian Piccolo gehörten damals zum Team.